# Мемфис Оупън
Мемфис Оупън по-рано Риджънс Морган Кийгън Чемпиъншипс и Селюлър Саут Къп е турнир по тенис за мъже, провеждан в Мемфис от 1976 г. Мачовете се играят на закрито на твърди кортове в Ракетни Клуб в Мемфис всеки месец февруари.

## История
През 1974 г. търговецът на памук от Мемфис Уилям Б. „Били“ Дунавант-младши закупува Мемфис Атлетик Клуб и започва разширяване на стойност 7 милиона долара, за да трансформира съоръжението в това, което сега е Ракет Клуб на Мемфис. Това, което сега е известно като Мемфис Оупън, се играе за първи път през 1975 г. на закрито като част от WCT. През 1977 г. Националният шампионат по тенис на закрито на САЩ се премества в Мемфис от Солсбъри, Мериленд и увеличава наградния фонд на събитието до $ 220 000.  Мемфис Оупън има отличието (до 2014 г.) да бъде единственият частен клуб на закрито в света, който е домакин на професионално тенис събитие за мъже и жени.  Турнирът се играе на закрито на килим през 1980-те години на миналия век, но клубът променя настилката си на твърди кортове.
През ноември 2001 г. тенис клуба на Мемфис закупува правата върху събитието на WTA в Оклахома Сити и го премести в Мемфис, където турнирът е домакин както при мъжете, така и при жените в продължение на 12 години. През 2008 г. турнира е повишен до статут на ATP 500 серии. През 2014 г. състезанията за мъже и жени се преместват в Рио де Жанейро. . След това Мемфис закупува събитието ATP 250 в Сан Хосе, за да запази професионалния тенис в града.  В края на 2014 г. Tennis Rendezvous LLC, собственост на USTA и Golden Set Holdings LLC, закупува Националния шампионат по тенис на закрито на САЩ и го преименува на Мемфис Оупън. През 2015 г. Мемфис Оупън е продаден отново, закупен е от базираната в Ню Йорк компания за финансов мениджмънт GF Capital.

## Финалисти

### Мъже – сингъл
| Година | Шампион           | Финалист            | Резултат                        |
| ------ | ----------------- | ------------------- | ------------------------------- |
| 2017   | Райън Харисън     | Николоз Басилашвили | 6 – 1, 6 – 4                    |
| 2016   | Кей Нишикори      | Тейлър Фриц         | 6 – 4, 6 – 4                    |
| 2015   | Кей Нишикори      | Кевин Андерсън      | 6 – 4, 6 – 4                    |
| 2014   | Кей Нишикори      | Иво Карлович        | 6 – 4, 7 – 6(7–0)               |
| 2013   | Кей Нишикори      | Фелисиано Лопес     | 6 – 2, 6 – 3                    |
| 2012   | Юрген Мелцер      | Милош Раонич        | 7 – 5, 7 – 6(7–4)               |
| 2011   | Анди Родик        | Милош Раонич        | 7 – 6(9–7), 6 – 7(11–13), 7 – 5 |
| 2010   | Сам Куери         | Джон Иснър          | 6 – 7(3–7), 7 – 6(7–5), 6 – 3   |
| 2009   | Анди Родик        | Радек Щепанек       | 7 – 5, 7 – 5                    |
| 2008   | Стив Дарси        | Робин Сьодерлинг    | 6 – 3, 7 – 6(7–6)               |
| 2007   | Томи Хаас         | Анди Родик          | 6 – 3, 6 – 2                    |
| 2006   | Томи Хаас         | Робин Сьодерлинг    | 6 – 3, 6 – 2                    |
| 2005   | Кенет Карлсен     | Макс Мирни          | 7 – 5, 7 – 5                    |
| 2004   | Йоаким Йохансон   | Николас Кифер       | 7 – 6(7–5), 6 – 3               |
| 2003   | Тейлър Дент       | Анди Родик          | 6 – 1, 6 – 4                    |
| 2002   | Анди Родик        | Джеймс Блейк        | 6 – 4, 3 – 6, 7 – 5             |
| 2001   | Марк Филипусис    | Давиде Сангинети    | 6 – 3, 6 – 7(5–7), 6 – 3        |
| 2000   | Магнус Ларсон     | Байрън Блек         | 6 – 2, 1 – 6, 6 – 3             |
| 1999   | Томи Хаас         | Джим Къриър         | 6 – 4, 6 – 1                    |
| 1998   | Марк Филипусис    | Майкъл Ченг         | 6 – 3, 6 – 2                    |
| 1997   | Майкъл Ченг       | Тод Уудбридж        | 6 – 3, 6 – 4                    |
| 1996   | Пийт Сампрас      | Тод Мартин          | 6 – 4, 7 – 6(7–2)               |
| 1995   | Тод Мартин        | Паул Хархюис        | 7 – 6(7–2), 6 – 4               |
| 1994   | Тод Мартин        | Брад Гилбърт        | 6 – 4, 7 – 5                    |
| 1993   | Джим Къриър       | Тод Мартин          | 5 – 7, 7 – 6(7–4), 7 – 6(7–4)   |
| 1992   | Маливай Уошингтън | Уейн Ферейра        | 7 – 6(7–2), 6 – 4               |
| 1991   | Иван Лендъл       | Михаел Щих          | 7 – 5, 6 – 3                    |
| 1990   | Михаел Щих        | Уоли Масур          | 6 – 7, 6 – 4, 7 – 6             |
| 1989   | Брад Гилбърт      | Йохан Крик          | 6 – 2, 6 – 2 отказ              |
| 1988   | Андре Агаси       | Микаел Пернфорс     | 6 – 4, 6 – 4, 7 – 5             |
| 1987   | Стефан Едберг     | Джими Конърс        | 6 – 3, 2 – 1 отказ              |
| 1986   | Брад Гилбърт      | Стефан Едберг       | 7 – 5, 7 – 6                    |
| 1985   | Стефан Едберг     | Яник Ноа            | 6 – 1, 6 – 0                    |
| 1984   | Джими Конърс      | Анри Льоконт        | 6 – 3, 4 – 6, 7 – 5             |
| 1983   | Джими Конърс      | Джийн Майер         | 7 – 5, 6 – 0                    |
| 1982   | Йохан Крик        | Джон Макенроу       | 6 – 3, 3 – 6, 6 – 4             |
| 1981   | Джийн Майер       | Роско Танер         | 6 – 2, 6 – 4                    |
| 1980   | Джон Макенроу     | Джими Конърс        | 7 – 6, 7 – 6                    |
| 1979   | Джими Конърс      | Артър Аш            | 6 – 4, 5 – 7, 6 – 3             |
| 1978   | Джими Конърс      | Тим Гъликсън        | 7 – 6, 6 – 3                    |
| 1977   | Бьорн Борг        | Брайън Готфрид      | 6 – 4, 6 – 3, 4 – 6, 7 – 5      |
| 1976   | Виджай Амритраж   | Стан Смит           | 6 – 2, 0 – 6, 6 – 0             |
| 1975   | Харолд Соломон    | Иржи Хржебец        | 2 – 6, 6 – 1, 6 – 4             |